# Iwan Błażkewycz
Iwan Błażkewycz (ur. 22 listopada 1892 w Woli Jakubowej k. Drohobycza, zm. w 1969 we Lwowie) – ukraiński działacz polityczny, adwokat, lokalny działacz Ukraińskiego Zjednoczenia Narodowo-Demokratycznego (UNDO). Poseł na Sejm RP II kadencji (1928-1930).
Ukończył studia prawnicze na Uniwersytecie Wiedeńskim, uzyskując stopień naukowy doktora praw. Po studiach prowadził kancelarię adwokacką w Drohobyczu. Należał do UNDO, Proswity, Narodnoho Domu, Ridnoj Szkoły i innych ukraińskich stowarzyszeń gospodarczych, kulturalnych i oświatowych we Lwowie i Drohobyczu. Członek rady nadzorczej Związku Rewizyjnego Spółdzielni Ukraińskich (RSUK), członek rady nadzorczej Krajowego Związku Kredytowego Centrobank.
Był posłem na Sejm II kadencji, wybranym z listy nr 18 (Blok Mniejszości Narodowych), okręg wyborczy nr 52 (Stryj), oraz sekretarzem Ukraińskiej Reprezentacji Parlamentarnej. Po rozwiązaniu Sejmu we wrześniu 1930 w czasie kampanii wyborczej przed wyborami do Sejmu i Senatu w listopadzie 1930 (tzw. „wyborami brzeskimi”) aresztowany 22 października 1930 i osadzony w Samborze, 17-18 grudnia 1930 sądzony z oskarżenia o zdradę główną oraz domniemane przestępstwa popełnione w czasie wieców poselskich. Skazany na 6 miesięcy więzienia z zaliczeniem aresztu i z zawieszeniem wykonania kary na 5 lat.
Po agresji ZSRR na Polskę aresztowany 26 września 1939 przez NKWD. 17 maja 1941 skazany przez Kolegium Specjalne NKWD ZSRR na 8 lat więzienia i zesłany do kompleksu łagrów Sybłag (Syberia Zachodnia). 20 sierpnia 1941 zwolniony i skierowany do obwodu fergańskiego (Uzbecka SRR) na zesłanie.
Pochowany na Cmentarzu Janowskim we Lwowie.